# Семёнов, Вадим Сергеевич
Вади́м Серге́евич Семёнов (1 января 1927, Москва — 14 мая 2014) — советский и российский философ

, специалист в области социальной философии, доктор философских наук.

## Биография
Окончил историко-международный факультет МГИМО и аспирантуру ИФ АН СССР (1957 г.). В период с 1958 по 1967 год работал в ИФ АН СССР. В 1963 году защитил докторскую диссертацию «Марксистская и буржуазная социология о классах и классовых отношениях в современную эпоху».
В 1968—1972 гг. заведующий отделом научного коммунизма Института марксизма-ленинизма при ЦК КПСС.
В 1973—1974 гг. заместитель директора ИСИ АН СССР.
В 1975—1976 гг. заведующий сектором ИФ АН СССР.
В 1977—1987 гг. главный редактор журнала «Вопросы философии».
С 1988 года работал в Институте философии АН СССР (РАН).

## Основные работы
- Проблема классов и классовой борьбы в современной буржуазной социологии. М., 1959
- Капитализм и классы. Исследование социальной структуры современного капиталистического общества. М., 1969
- Диалектика развития социальной структуры советского общества. М., 1977
- О диалектике цивилизационного развития // Цивилизация на перепутье. М., 1992
- Россия в сети конфликтности: между взрывом и согласием // Социологические исследования. 1993. № 7
- Ситуация современного политического насилия в России // Политические конфликты: от насилия к согласию. М., 1996
- Уроки социализма и современный путь к нему // Социализм: вчера, сегодня, завтра. М., 1997
- Уроки философского развития // Диалог. 1997. № 6
- Конфликты и согласие в современной России (Социально-философский анализ). [В соавт.]. М., 1998
- Коммунизм: от XIX к XXI веку // Коммунистическое движение: история и современность. М., 1998
- Труд и капитал в конце XX века: соотношение сил, динамика и новые формы борьбы // Изм. 1998. № 4(19)
- Марксизм в реальности и уроки его сложного развития за полтора века // Карл Маркс и современная философия. М., 1998.
- Уроки XX века и путь в XXI век (Социально-философский анализ и прогноз). М.: ИФ РАН, 2000. — 411 с.
- Социализм и революции XXI века: Россия и мир. — М.: Книжный дом «ЛИБРОКОМ», 2009. — 656 с.
- Судьбы философии в современной России. М.: ЛИБРОКОМ, 2011.